# AdMob
AdMob — американская компания, специализирующаяся на мобильной рекламе, расположенная в калифорнийском городе Сан-Матео. Фирма была основана в 2006 году Омаром Хамоуи (Omar Hamoui) с целью создания платформы для распространения рекламы, отображаемой на смартфонах, имеющих доступ в интернет.
Компания Apple хотела купить AdMob за 600 миллионов долларов, но поскольку сделка заняла больше 45 дней, 9 ноября 2009 года стало известно о том, что компания Google купила AdMob за 750 миллионов долларов, заплатив 530 миллионов собственными акциями и 220 миллионов наличными. Компания Google прокомментировала покупку в своём пресс-релизе тем, что AdMob имеет большой опыт работы в области рекламы на веб-сайтах и в приложениях для смартфонов.